# Sophie de Polock
Sophie de Polock (vers 1140 – 5 mai 1198) fut reine de Danemark, épouse du roi Valdemar Ier de Danemark et mère d'Ingeburge, deuxième épouse délaissée de Philippe Auguste. 

## Biographie
Née en 1140, Sophie de Polock est la fille de Volodar prince de Minsk et de Richiza de Pologne. Belle-fille du roi de Suède Sverker l'Ancien, le 3e époux de sa mère et demi-sœur utérine de Knud V de Danemark, elle épouse Valdemar Ier de Danemark en 1154 et lui donne pour enfants :   
- Knut VI, roi de Danemark (1163 - 1202) ;
- Valdemar Sejr Valdemarsson II, roi de Danemark (1170 - 1241) ;
- Ingeburge, princesse  de Danemark (1176 - 1236), qui épouse Philippe II Auguste ;
- Hélène, princesse  de Danemark (1184 - 1233) ;
- Rixa ( - 1220).